# Eduard Blaháček
Eduard Blaháček (20. října 1919 Postřelmov – 29. srpna 1943 Beaulieu) byl český palubní střelec a radiotelegrafista 311. československé bombardovací perutě RAF.

## Život

### Před druhou světovou válkou
Eduard Blaháček se narodil 20. října 1919 v Postřelmově na Šumpersku. Žil na postřelmovském Vyhnálově a poté ve Třech Dvorech u Litovle. Vychodil čtyři třídy měšťanské školy a stal se obchodním příručím.

### Druhá světová válka
Po německé okupaci v březnu 1939 opustil ilegálně Protektorát Čechy a Morava a přes Polsko se dostal do Francie, kde vstoupil do cizinecké legie. Po vypuknutí druhé světové války byl ze závazku propuštěn a 26. září 1939 v Agde byl prezentován u Československé armády v zahraničí. Jako příslušník 1. československého pluku se zúčastnil bitvy o Francii. Po jejím pádu v červnu 1940 se evakuoval do Spojeného království. Zde byl přijat do Royal Air Force a zařazen k 311. československé bombardovací peruti. Byl vycvičen na palubního radiotelegrafistu a střelce a účastnil se protiponorkových hlídkových letů na oceánem. Dne 29. srpna 1943 zahynul během startu k dalšímu operačnímu letu. Jeho stroj Consolidated B-24 Liberator BZ775 (G) pod velením Adolfa Musálka se zřítil na letišti v Beaulieu v Hampshiru. Dne 1. září 1943 byl pohřben na hřbitově v Brookwoodu. Dosáhl hodnosti četaře.

## Ocenění

### Vyznamenání
- Československá medaile Za chrabrost před nepřítelem
- Československý válečný kříž 1939

### Posmrtná ocenění
- Eduard Blaháček byl v roce 1991 in memoriam povýšen do hodnosti podplukovníka